# بوب ميلر (سياسي)
بوب ميلر (بالإنجليزية: Bob Miller)‏ هو محامي وسياسي أمريكي، ولد في 30 مارس 1945 في شيكاغو في الولايات المتحدة. حزبياً، نشط في الحزب الديمقراطي. وقد انتخب نائب حاكم نيفادا ‏ (5 يناير 1987 – 3 يناير 1989) وانتخب حاكم نيفادا ‏ (3 يناير 1989 – 4 يناير 1999).